# 奧利韋拉-杜拜魯
奧利韋拉-杜拜魯（葡萄牙語發音：[ɔliˈvɐjɾɐ ðu ˈβajʁu] ⓘ），是葡萄牙的城鎮，位於該國中北部，由阿威羅區負責管轄，始建於1514年，面積87.32平方公里，2011年人口23,028，人口密度每平方公里263.72人。

## 友好城市
- 法國 朗巴勒阿摩尔

40°31′N 8°30′W / 40.517°N 8.500°W